# Пједимонте Сан Ђермано
Пједимонте Сан Ђермано (итал. Piedimonte San Germano) је насеље у Италији у округу Фрозиноне, региону Лацио.
Према процени из 2011. у насељу је живело 2513 становника. Насеље се налази на надморској висини од 118 м.

## Становништво
Према резултатима пописа становништва 2011. у општини је живело 6.036 становника.
| 1931. | 1936. | 1951. | 1961. | 1971. | 1981. | 1991. | 2001. | 2011. |
| ----- | ----- | ----- | ----- | ----- | ----- | ----- | ----- | ----- |
| 3.165 | 3.336 | 3.091 | 3.001 | 3.045 | 4.151 | 4.668 | 4.481 | 6.036 |

## Партнерски градови
- Подкова Лесна